# FV 08 Geisenheim
Der FV 08 Geisenheim ist ein Fußballverein im hessischen Rheingau-Taunus-Kreis.
Der im Mai 1908 gegründete Fußballverein stieg bereits 1910 in die A-Klasse auf und hatte nach dem Ersten Weltkrieg in der Runde 1921/22 die damals erstklassige Kreisliga Rheinhessen erklommen. Dort hatten sich die Schwarz-Weißen mit dem SV Wiesbaden, TSG Höchst, FV 02 Biebrich, Germania Wiesbaden, FC Alemannia Griesheim, FC Unterliederbach und dem FV Viktoria Griesheim auseinanderzusetzen. Zwischen 19933 und 1935, sowie zwischen 1936 un d1938 spielte Geisenheim in der damals zweitklassigen Fußball-Bezirksklasse Rheinhessen.
Nach Ende des Zweiten Weltkriegs pendelten die 08er zwischen A-Klasse und der 2. Amateurliga, ehe die herausragende Nachwuchsarbeit Hoffnung auf das hessische Amateuroberhaus weckte.
Im Jahre 1961 glückte mit den Spielern Franz-Josef Hönig und Wilfried Leydecker die Rückkehr in die 2. Amateurliga. In der Runde 1962/63 feierte man in Geisenheim den Gewinn der Meisterschaft in der 2. Amateurliga und zog damit in die Aufstiegsrunde zur 1. Amateurliga Hessen ein. Das Entscheidungsspiel in Bad Homburg wurde mit 2:3 Toren gegen Eintracht Wetzlar verloren und damit zogen die 08er nicht in das hessische Oberhaus ein. Die überragenden Stürmer Hönig und Leydecker erhielten in dieser Runde Berufungen in die deutsche Fußballnationalmannschaft der Amateure und vertraten auch im September 1963 die Farben des DFB in den deutsch-deutschen Ausscheidungsspielen gegen die DDR zur Qualifikationsteilnahme für die Olympischen Sommerspiele 1964 in Tokio.
Die Geisenheimer feierten umgehend den zweiten Titelgewinn in der 2. Amateurliga 1963/64, in der Aufstiegsrunde setzte sich aber der SC Opel Rüsselsheim durch. Nach dem erneuten Scheitern in der Aufstiegsrunde wechselten die Stürmer Hönig zu Holstein Kiel und Leydecker zum 1. FC Kaiserslautern.
Die 08er verbrachten die Jahre 1965 bis 1968 in der Gruppenliga Süd und erlitten 1968 den Abstieg in die Bezirksklasse. Im Jahre 1971 wurde das neue Rheingau-Stadion „Kellersgrube“ seiner Bestimmung übergeben und 1976 kehrte „Bubi“ Hönig als Spieler-Trainer zum einstigen „Fußballstolz des Rheingaus“ zurück.
Die Höhenflüge Anfang der 60er kamen aber nicht mehr zurück, der FV Geisenheim 08 gehörte über all die Jahre den unteren Kreisklassen an.